# Niels van der Zwan
Cornelis Pieter (Niels) van der Zwan (Scheveningen, 25 juni 1967) is Nederlands roeier, die met de Holland Acht de gouden medaille won bij de Olympische Spelen van 1996 in Atlanta.

## Sportcarrière
Van der Zwan begon met roeien toen hij in 1985 in Delft begon aan de studie elektrotechniek. Tot dat moment was hij gedreven wielrenner. Niels werd lid van Proteus-Eretes, en zou dat zijn hele carrière blijven.
In 1990 werd hij uitgezonden naar de Goodwill Games in Seattle, Washington (VS). Toen al werd, met Nico Rienks in het vliegtuig, het plan geopperd een snelle Nederlandse acht te vormen. Maar bij de Olympische Spelen van Barcelona in 1992 waren de ploegen nog kleiner. Van der Zwan zat in de vier, en behaalde een vijfde plaats.
In september van 1992, op de Universiteitsachten-wedstrijd bij Proteus-Eretes thuis, stapten de beste roeiers van Nederland inderdaad in een acht. Studio Sport was present met een camera, zodat het project publicitair een vliegende start kreeg. In 1993 werd de Rotsee Regatta gewonnen (Luzern), maar bij de WK in Roudnice werd de Holland Acht 'slechts' vijfde.
In 1995 vestigde Niels van der Zwan een nieuw Nederlands record op de ergometer: 5.50,09 op de 2 kilometer. Van der Zwan werd daarmee Nederlands kampioen op deze afstand.
Na een aantal wisselingen in de Holland Acht werd in Atlanta, op de roeibaan van Lake Lanier, de kroon op het werk gezet: de ploeg werd olympisch kampioen. Van der Zwan was een van de vier roeiers die alle jaren in de Holland Acht zat. Ook in 2000, bij de Olympische Spelen van Sydney, maakte Van der Zwan deel uit van de Holland Acht (II), maar dit keer werd er geen medaille behaald.

## Titels
- Olympisch kampioen (acht met stuurman) - 1996

## Erelijst

### roeien (vier zonder stuurman)
- 1990:  WK in Barrington - 5.53,41
- 1991: 5e WK in Wenen - 6.38,04
- 1992: 5e Olympische Spelen van Barcelona - 5.59,14

### roeien (acht met stuurman)
- 1993:  Rotsee Regatta
- 1993: 5e WK in Roudnice - 5.42,79
- 1994:  WK in Indianapolis - 5.25,10
- 1995:  WK in Tampere - 5:55.54
- 1996:  Olympische Spelen van Atlanta - 5:42.74
- 1999: 4e Wereldbeker I in Hazewinkel - 5:46.49
- 1999:  Wereldbeker III in Luzern - 5:26.58
- 1999: 5e WK in St. Catharines Henley - 6.10,54
- 2000:  Wereldbeker I in München - 5.59,25
- 2000: 8e Wereldbeker III in Luzern - 5.42,29
- 2000: 8e Olympische Spelen van Sydney - 5.36,63

## Trivia
- Over de Holland Acht verscheen een boek in de serie Nederlandse Sportbibliotheek: "De pijn van het water". Hoewel daarin, vreemd genoeg, relatief weinig aandacht voor Niels wordt getoond, wordt hij wel beschreven: "Niels is de meest sociale persoon van de Nederlandse roeiwereld".

Bart Peters · 
Niels van der Zwan · 
Jaap Krijtenburg · 
Sven Schwarz
Michiel Bartman · 
Ronald Florijn · 
Koos Maasdijk · 
Nico Rienks · 
Diederik Simon · 
Niels van Steenis · 
Niels van der Zwan · 
Henk-Jan Zwolle · 
Jeroen Duyster (stuurman)
Geert Cirkel · 
Geert-Jan Derksen · 
Gerritjan Eggenkamp · 
Gijs Kind · 
Adri Middag · 
Peter van der Noort · 
Nico Rienks · 
Niels van der Zwan · 
Merijn van Oijen (stuurman)
1900: Carr & DeBaecke & Exley & Geiger & Hedley & Juvenal & Lockwood & Marsh & Abell ·
1904: Cresser & Gleason & Schell & Flanagan & Armstrong & Lott & Dempsey & Exley & Abell ·
1908: Gladstone & Kelly & Johnstone & Nickalls & Burnell & Sanderson & Etherington-Smith & Bucknall & Maclagan ·
1912: Burgess & Swann & Wormald & Horsfall & Gillan & Garton & Kirby & Fleming & Wells ·
1920: Jacomini & Graves & Jordan & Moore & Sanborn & Johnston & Gallagher & King & Clark ·
1924: Carpenter & Kingsbury & Lindley & Miller & Rockefeller & Sheffield & Spock & Wilson & Stoddard ·
1928: Stalder & Brinck & Frederick & Thompson & Dally & Workman & Caldwell & Donlon & Blessing ·
1932: Salisbury & Blair & Gregg & Dunlap & Jastram & Chandler & Tower & Hall & Graham ·
1936: Morris & Day & Adam & White & McMillin & Hunt & Rantz & Hume & Moch ·
1948: I. Turner & D. Turner & Hardy & Ahlgren & Butler & Brown & Smith & Stack & Purchase ·
1952: Shakespeare & Fields & Dunbar & Murphy & Detweiler & Proctor & Frye & Stevens & Manring ·
1956: Charlton & Wight & Cooke & Beer & Esselstyn & Grimes & Wailes & Morey & Becklean ·
1960: Rulffs & Schröder & F. Schepke & K. Schepke & von Groddeck & Hopp & Bittner & Lenk & Padge ·
1964: J. Amlong & T. Amlong & Budd & Clark & Cwiklinski & Foley & Knecht & Stowe & Zimonyi ·
1968: Meyer & Schreyer & Henning & Hottenrott & Ulbricht & Hirschfelder & Siebert & Ott & Tiersch ·
1972:  Hurt & Veldman & Joyce & Hunter & Wilson & Earl & Coker & Robertson & Dickie ·
1976: Baumgart & Döhn & Klatt & Lück & Wendisch & Kostulski & Karnatz & Prudöhl & Danielowski ·
1980: Krauß & Koppe & Kons & Friedrich & Doberschütz & Karnatz & Dühring & Höing & Ludwig ·
1984: Turner & Neufeld & Evans & Main & Steele & Evans & Crawford & Horn & McMahon ·
1988: Maennig & Möllenkamp & Mellinghaus & Schultz & Wessling & Eichholz & Domian & Rabe & Klein ·
1992: Wallace & Robertson & Forgeron & Barber & Marland & Rascher & Crosby & Porter & Paul ·
1996: Zwolle & Simon & Bartman & Maasdijk & Van der Zwan & Van Steenis & Florijn & Rienks & Duyster ·
2000: Lindsay & Hunt-Davis & Dennis & Attrill & Grubor & West & Scarlett & Trapmore & Douglas ·
2004: Read & Allen & Ahrens & Hansen & Deakin & Beery & Hoopman & Volpenhein & Cipollone ·
2008: Light & Rutledge & Byrnes & Wetzel & Howard & Seiterle & Kreek & Hamilton & Price ·
2012: Adamski & Kuffner & Johannesen & Reinelt & Schmidt & Müller & Mennigen & Wilke & Sauer ·
2016: Durant & Ransley & Triggs Hodge & Gotrel & Reed & Bennett, Langridge & Satch & Hill ·
2020: Mackintosh & Bond & Murray & Brake & Williamson & Wilson & Kirkham & Macdonald & Bosworth ·
2024: Bolding & Carnegie & Gibbs & Ford & Dawson & Elwes & Digby & Rudkin & Brightmore